# ناچو نایرا
ناچو نایرا (انگلیسی: Nacho Neira؛ زادهٔ ۱۶ نوامبر ۱۹۸۶) بازیکن فوتبال اهل اسپانیا است.